# Żłobkowatość pnia jabłoni
Żłobkowatość pnia jabłoni – wirusowa choroba jabłoni wywoływana przez wirusa żłobkowatości pnia jabłoni (Apple stem grooving virus, ASGV).
Wirus ASGV występuje na całym świecie w drzewach owocowych z rodziny różowatych (Rosaceae), w tym na jabłoniach, gruszy europejskiej, gruszy japońskiej, japońskiej moreli i wiśni, zwykle jednak nie powoduje objawów chorobowych. Objawy pojawiają się tylko u wrażliwej jabłoni niskiej ‘Virginia Crab’. Występuje u niej żłobkowatość pnia, brunatne pasma i zrosty. Wirus powoduje także chorobę wierzchołków pędów jabłoni Malus sieboldii w Japonii. ASGV jest również szeroko rozpowszechniony w cytrusach i wywołuje nieprawidłowości w zespoleniu pąków drzew cytrusowych na trójlistnej pomarańczy. Zaraża również lilię. U drzew odmian jabłoni wrażliwych na infekcję ASGV, wirus jest przyczyną niezgodności zraza i podkładki w przypadku, gdy któryś z nich jest zainfekowanyy. W tym przypadku łyko i drewno wokół miejsca okulizacji lub szczepienia ulegają nekrozie. U drzew niektórych odmian, np. ‘Spy’ blaszki i nerwy liści rosną nierównomiernie, co powoduje wyginanie się liści w dół.
W zakażonych komórkach nie zaobserwowano wyraźnych zmian cytologicznych. Cząsteczki wirusa występują w wiązkach w komórkach miąższu mezofilu i łyka, ale brak ich w naskórku i rurkach sitowych. Nie są znane wektory przenoszące wirusa ASGV. Wiadomo tylko, że przenosi się przez nasiona na potomne sadzonki u lilii (1,8% przypadków) i komosy ryżowej (2,5–60%).